# ADX Florence
L'United States Penitentiary, Administrative Maximum Facility  (USP Florence ADMAX), plus couramment appelée ADX Florence, est une prison fédérale américaine de très haute sécurité (ou « Supermax ») située à Florence dans le Colorado.
Aussi surnommée « l'Alcatraz des Rocheuses », elle est gérée par le Bureau fédéral des prisons. Elle fait partie d'un plus vaste complexe pénitentiaire situé à Florence, le Complexe correctionnel fédéral de Florence (en).
Cette prison a été conçue pour héberger les condamnés pour crimes fédéraux jugés les plus dangereux du pays et nécessitant un contrôle étroit. Les principaux condamnés pour terrorisme des États-Unis y sont incarcérés ainsi que les criminels jugés comme les plus dangereux, notamment les mafieux ou les membres de gangs.

## Historique
L'ADX Florence est construite en réponse aux meurtres de gardiens pénitentiaires le 22 octobre 1983 au pénitencier fédéral de Marion (en) (United States Penitentiary ou USP) à Marion dans l'Illinois, qui était à l'époque le seul lieu de détention pour les prisonniers les plus dangereux[réf. souhaitée]. Ce jour-là, deux détenus, Thomas Silverstein et Clayton Fountain[réf. souhaitée], des membres de la Fraternité aryenne, un gang de suprémacistes blancs, réussissent à tuer leurs gardiens accompagnateurs durant deux incidents différents, en les poignardant après s'être défaits de leurs menottes[réf. souhaitée].
À la suite du meurtre des deux gardiens, Norman Carlson (en), alors directeur du Bureau fédéral des prisons, réussit à convaincre le gouvernement fédéral qu'il faut concevoir un nouveau type d'établissement pénitentiaire, encore plus sécurisé. Selon lui, il est nécessaire d'avoir un moyen d'isoler les détenus incontrôlables, aussi bien du personnel que des autres détenus. La transformation de Marion allait servir de modèle pour la construction de l'ADX Florence, une prison construite spécifiquement et intégralement afin de permettre le « contrôle individuel » de chaque détenu.
En conséquence, le Bureau fédéral des prisons (BOP) décide de transformer le pénitencier de Marion en une prison dite à « confinement permanent ». Cela revient à maintenir les détenus sous un étroit contrôle entre 22 et 23 heures par jour, chacun dans une cellule individuelle de 8 mètres carrés. Les prisonniers ne sont pas autorisés à rencontrer d'autres détenus, à faire de l'exercice, à fréquenter un service religieux ou à participer à toute autre activité (promenades, sports). Les activités de formation professionnelle, collectives ou de socialisation (conversations entre les détenus) sont supprimées. Si des prisonniers se révoltent, ils sont neutralisés au Taser et sont attachés, nus, sur le lit en béton de leur cellule, sans matelas et ce pendant plusieurs jours. Ces interdits visent à maintenir une surveillance constante sur le détenu. C'est à l'ADX Marion, où elle a été développée, que s'initie cette nouvelle politique de gestion du système pénitentiaire américain, malgré un rapport d'Amnesty International dénonçant ces mesures qui bafouent les textes régissant le traitement des prisonniers édictés par l'ONU.
La prison est conçue avec deux objectifs : empêcher toute évasion et contenir la pire catégorie des criminels qui est, selon Norman Carlson, « cette très petite catégorie de la population carcérale qui ne montre absolument aucune préoccupation pour la vie humaine » et « contrôler les détenus suffisamment désespérés pour assassiner des gardiens ou d'autres détenus dans l'espoir d’être condamnés à mort ».

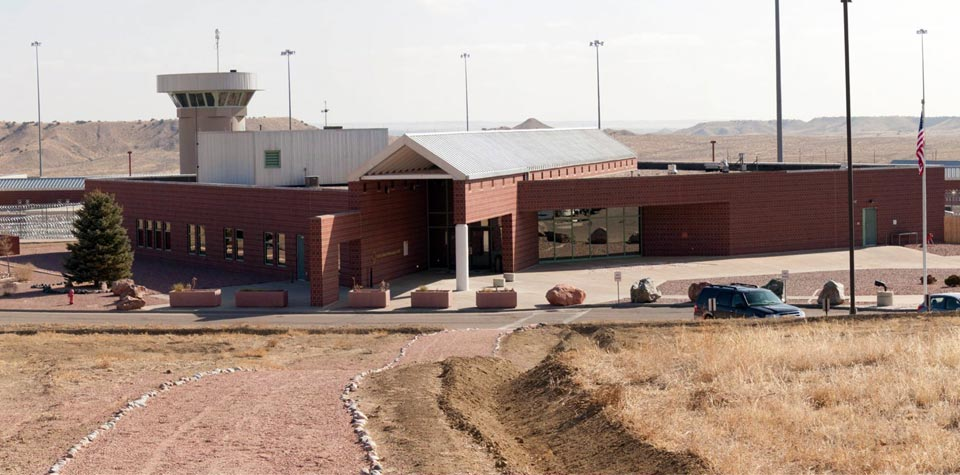
Vue extérieure de l'entrée de la prison ADX Florence.

Les habitants du comté de Fremont dans le Colorado accueillent plutôt bien cette nouvelle prison, du fait des difficultés de cette région, touchée par la crise économique. Par ailleurs, le comté héberge déjà neuf autres prisons et plus de la moitié des emplois de la région sont liés à ce qui est appelé, aux États-Unis, « l'industrie pénitentiaire ». L'ADX devant fournir entre 750 et 900 emplois permanents en plus des 1 000 emplois temporaires nécessaires à sa construction, les habitants de Florence se cotisent alors pour acquérir les 240 hectares de terrain nécessaires à la construction, ce qui leur coûtera 160 000 dollars. Le collège de la ville décide aussi d'adapter son enseignement et d'intégrer des cours de « justice criminelle », avec la promesse que ses élèves bénéficient d'un entretien d'embauche à la prison.
La nouvelle prison est ouverte en novembre 1994, pour un coût total de 60 millions de dollars américains.
En 2019, une soixantaine d'établissements Supermax est en activité aux États-Unis. Certains États isolent dans ces prisons 5 % de leur population carcérale, et jusqu'à 12 % dans le Mississippi.

## Localisation
L'ADX Florence est incluse dans un plus vaste complexe pénitentiaire, le complexe correctionnel fédéral de Florence (en) (FFCC), situé à Florence dans le Colorado, à environ deux heures de route au sud de Denver, au 5880 Highway 67 (en), dans une région plutôt aride. C'est l'une des trois prisons séparées du complexe, chacune ayant un niveau différent de sécurité.
Elle s'étend sur 15 hectares et est entourée de grillages et de murs surmontés de fils de fer barbelés, de lames de rasoir et de miradors.

## Description

Plan de deux cellules-types de l'ADX Florence.

Vue d'artiste d'une cellule.

L'ADX Florence accueille en général entre 400 et 500 prisonniers masculins. La grande majorité des détenus provient d'autres établissements, transférés sur décision de l'administration pénitentiaire, à la suite d'un comportement dangereux de leur part (meurtres, agressions de codétenus ou de gardiens, tentatives d'évasion, etc.). Seul un petit nombre est envoyé directement à l'ADX Florence en raison d'une menace pour la « sécurité nationale », notamment dans le cas de crimes liés au terrorisme, la haute trahison ou pour une implication dans les réseaux de gangs,.
Au fronton de l'établissement, est inscrite la devise : « Toi qui entres ici, abandonne toute espérance ». La disposition des couloirs et des cellules individuelles, imaginée par deux cabinets d'architectes de Colorado Springs, a été conçue comme un labyrinthe en faisant rapidement perdre le sens de l'orientation,.
Les prisonniers, tous habillés d'une tenue orange, sont gardés jusqu'à 23 heures par jour, seuls dans leur cellule individuelle. Ils n'ont pour tout contact que les gardiens qui leur apportent leurs repas ou ceux qui les emmènent en promenade. Les gardiens ne doivent s'adresser aux détenus que pour les besoins du service ; si les détenus ont des réclamations à faire, ils doivent les inscrire sur un formulaire. Le courrier des détenus est limité, systématiquement ouvert et analysé par les gardiens,,.
Chaque cellule mesure environ 3,5 mètres sur 2 mètres (7,7 mètres carrés), les murs étant dotés d'une isolation phonique pour éviter que les détenus ne communiquent entre eux par morse. La plupart du mobilier est intégré à celle-ci, presque entièrement fait en béton moulé (dont la dalle du lit, une tablette faisant office de bureau devant un tabouret en ciment, et une étagère pour poser, éventuellement, un téléviseur). L'éclairage consiste en une bande lumineuse fluorescente commandée de l'extérieur. Sur le mur du fond se trouve une meurtrière de 90 centimètres de haut sur 7,62 centimètres (3 pouces) de large, équipée d'une vitre translucide qui empêche le prisonnier de situer la position exacte de sa cellule dans la prison. Chaque cellule est sous le contrôle permanent d'une caméra. Pour y accéder, il faut franchir une porte en acier doublée d'une grille fermée, formant un sas à l'intérieur de la cellule. Les repas des prisonniers sont glissés par un guichet de la porte,,.
La cellule est aussi équipée d'un WC en inox avec des boutons anti-débordements, une douche à minuteur (débit et durée, pour prévenir les inondations), un évier sans robinet car jugé potentiellement dangereux, un miroir en acier poli fixé au mur, une lumière électrique individuelle, un allume-cigarette, et éventuellement une petite télévision noir et blanc de 13 pouces de diagonale qui ne diffuse que des programmes éducatifs. Les détenus peuvent aussi avoir des livres et une radio, mais peuvent en être privés (tout comme de la télévision) à titre punitif,.
L'heure durant laquelle le détenu n'est pas en cellule est effectuée seul dans une cour de promenade entourée de murs, d'où le prisonnier peut apercevoir le ciel au-delà d'un grillage. Il peut aussi, en alternance, faire de l'exercice (toujours seul) dans une petite salle équipée d'une unique barre de traction. Ce type de « sorties » est limité à dix heures par semaine et se déroule par plage de deux heures,,. Les services religieux sont dispensés dans une petite chapelle.
À chaque extraction de la cellule, le détenu doit présenter ses mains dans le dos à travers le guichet de la porte afin qu'on lui passe les menottes. Ensuite, il s'agenouille sur le seuil de sa cellule pendant qu'on lui entrave les chevilles et qu'on lui installe une « chaîne de ventre ». Il est ensuite escorté par trois gardiens : deux qui le soutiennent par les bras, le troisième suivant derrière, armé d'un fusil M16. Les prisonniers se déplacent toujours enchaînés le long d'un tunnel vers une destination à chaque fois inconnue. Le système de surveillance par caméra de la prison suit tous les déplacements, permettant d'éviter qu'un détenu n'en croise un autre. Les grilles et les portes en acier de la prison sont télécommandées électroniquement, et s'ouvrent ou se ferment progressivement à mesure que le détenu et son escorte se déplacent dans les couloirs,.
Selon certains articles de presse, la première année passée à l'ADX Florence est la pire. À leur arrivée, les prisonniers sont placés au niveau 0, la zone la plus sécurisée des cinq unités en usage de l'établissement,. Au sein de celle-ci, ils n'ont droit qu'à un seul appel téléphonique par mois, aucune visite, pas de télévision ni de courrier. Après une période de six mois à un an, un détenu « exemplaire » peut passer au niveau supérieur (appelé « Special Security Unit ») ; celui-ci lui accorde des appels téléphoniques supplémentaires, la possession d'un téléviseur (dont le programme est imposé) et le droit de « cantiner » (acheter des denrées et des vêtements au magasin de la prison) avec un montant maximal de 215 dollars par mois. Chaque transfert dans une unité supérieure s'effectue grâce à des « jours bonus » accordés pour bonne conduite, grâce à un calcul basé sur les bons et mauvais comportements du détenu par rapport au règlement intérieur de la prison.
Les détenus considérés comme les moins dangereux peuvent toutefois être sujets à un programme de réhabilitation qui dure trois ans, en vue de quitter l'ADX pour une prison moins dure. Chaque année alloue plus de liberté que la précédente, chaque violation fait régresser d'une année. C'est ainsi que certains détenus peuvent faire des travaux manuels dans leur cellule, travailler jusqu'à huit heures par jour et rejoindre d'autres détenus pour de longues plages de détente[réf. souhaitée].
La prison est équipée d'un nombre important de détecteurs de mouvement et de caméras et comporte 1 400 portes d'acier à ouverture contrôlée. Elle est également entourée d'une clôture de 4 mètres de haut, constituée de fils de fer barbelés et de capteurs laser. La clôture dispose également de capteurs de pression au sol et des chiens d'attaque sont présents dans la zone la séparant des murs de la prison.[réf. souhaitée]

## Quelques prisonniers notables
Par ordre alphabétique
- Anthony Casso (1942-2020), mafieux new-yorkais de la famille Lucchese.
- Francisco Javier Arellano Félix (en), trafiquant de drogue du cartel de Tijuana.
- Ahmed Khalfan Gailani, ex-détenu de la prison de Guantanamo.
- Genaro García Luna, ancien ministre de la Sécurité mexicain et complice du cartel de Sinaloa, incarcéré à ADX Florence en 2025.
- Noshir Gowadia, ingénieur condamné pour espionnage au profit de la Chine à 32 années de prison[2].
- Sammy Gravano, mafieux new-yorkais de la famille Gambino.
- Joaquín Guzmán, alias « El Chapo », chef du cartel de Sinaloa, condamné à la prison à perpétuité, incarcéré en 2019[2].
- Matthew F. Hale (en), suprémaciste blanc condamné pour avoir ordonné l'assassinat d'un juge fédéral.
- Robert Hanssen (1944-2023), agent du contre-espionnage du FBI condamné pour espionnage au profit de l'Union soviétique et de la Russie à quinze peines de prison à perpétuité en 2002[2]. Incarcéré à l'ADX Florence jusqu'à sa mort le 5 juin 2023[7].
- Charles Harrelson (1938-2007), père de l'acteur Woody Harrelson, condamné pour le meurtre du juge fédéral John H. Wood, Jr. (en) en 1979.
- Larry Hoover (en), leader du gang « Black Gangster Disciples Nation » de Chicago.
- Theodore Kaczynski (1942-2023), alias « Unabomber », terroriste, anarcho-primitiviste, auteur de lettres piégées, condamné à six peines de prison à perpétuité[2].
- Yū Kikumura, membre présumé de l'Armée rouge japonaise, incarcéré de 1988 à 2007.
- David Lane (1938-2007), suprémaciste blanc et meurtrier d'Alan Berg, un animateur de radio juif libéral.
- Howard Mason (en), dit « Pappy » Mason, trafiquant de drogue condamné pour le meurtre du policier Eddie Byrne.
- Timothy McVeigh (1968-2001), responsable de l'attentat d'Oklahoma City en 1995 ; transféré en 1997[2] et exécuté en 2001 au pénitencier fédéral de Terre Haute.
- Barry Mills (1948-2018), membre de l'Aryan Brotherhood emprisonné pendant 40 ans pour divers crimes, notamment des meurtres en prison.
- Zacarias Moussaoui, conspirateur des attentats du 11 septembre 2001, condamné à six peines de prison à perpétuité[2].
- Dandeny Muñoz Mosquera, alias « La Quica », principal tueur à gage de Pablo Escobar.
- Terry Nichols, conspirateur de l'attentat d'Oklahoma City en 1995, condamné à 161 peines de prison à perpétuité[2].
- José Padilla, alias « Abdullah al-Muhajir », terroriste islamiste condamné en 2008.
- Richard Reid, connu comme le « Shoe bomber », terroriste islamiste.
- Vito Rizzuto (1946-2013), chef du clan Rizzuto et chef présumé de la mafia montréalaise (libéré en 2012).
- Eric Rudolph, membre de l'Armée de Dieu, auteur de l'attentat du parc du Centenaire lors des JO d'Atlanta en 1996[2].
- Thomas Silverstein (1952-2019), membre de l'Aryan Brotherhood, meurtrier de l'un des gardiens de la prison de Marion[2], détenu à l'isolement depuis 1983 ; incarcéré à l'ADX Florence de 2005 jusqu'à sa mort en 2019.
- Michael Swango, médecin et tueur en série arrêté en 1997 pour avoir assassiné jusqu'à 60 personnes.
- Djokhar Tsarnaev, auteur des attentats de Boston en 2013[2] ; condamné à mort et détenu à l'ADX Florence durant la procédure d'appel[1].
- Faisal Shahzad, auteur de l'attentat à la bombe à Times Square en 2010[2].
- Simón Trinidad, membre des Forces armées révolutionnaires de Colombie, condamné le 4 octobre 2007 pour conspiration ayant mené à la capture de trois citoyens américains[8].
- Ramzi Yousef, terroriste islamiste, cerveau de l'attentat du World Trade Center en 1993[2].

Voir l'article anglophone ADX Florence pour un panorama complet.

## Controverses

### Effets psychologiques
Plusieurs personnes ont dénoncé les effets psychologiques à long terme d'un tel confinement, effets qui pouvaient être dévastateurs. Les détenus peuvent souffrir d'hallucinations, d'anxiété, d'une impulsivité non contrôlée et pratiquer des auto-mutilations.
Selon un rapport de l'organisation Amnesty International, intitulé « Emmuré », en date de juillet 2014, de telles conditions de détention « ne respectent pas les standards internationaux pour un traitement humain des prisonniers ». Selon ce rapport, les prisonniers « passent régulièrement plusieurs journées sans qu'on leur parle véritablement ». Un ancien gardien affirme également que cette prison « n'est pas conçue pour l'humanité » et reconnaît que « tous les prisonniers d'ADX n'ont pas forcément besoin d'être dans un quartier ultra-sécurisé ».
Ce confinement peut aussi encourager des sentiments de rage ou de colère, entraînant des comportements violents. Il peut également occasionner des effets inverses si la dépression s'installe, rendant les prisonniers extrêmement léthargiques avec des pertes de mémoire et le refus de tout exercice physique. En 2012, Craig Haney, un expert qui avait témoigné au Congrès américain, déclarait qu'un « pourcentage choquant » des détenus étaient malades mentaux, « souvent très atteints ».
Selon une étude de la psychiatre Doris Gundersen, 70 % des prisonniers de l'ADX Florence seraient atteints ou deviendraient victimes d'une maladie mentale pendant leur réclusion. Elle affirme également que certains prisonniers ont tenté d'avaler des lames de rasoir, et qu'un des détenus mangerait régulièrement ses excréments avec « voracité » ; un autre détenu, après avoir essayé de se trancher la gorge, aurait été ramené à sa cellule avec un seau et un balai, avec l'ordre de nettoyer son sang.
Robert Hood, un ancien directeur de la prison, l'a décrite comme extrêmement silencieuse, « une version aseptisée de l'enfer ». « C'est bien pire que la mort », a-t-il estimé.
Jamie Fellner, une spécialiste des prisons américaines de l'organisation humanitaire Human Rights Watch qui a visité deux fois la prison, déclare à l'AFP : « C'est une version high tech de l'enfer. [...] ADX est moderne, propre, bien gérée. Tout brille. Mais à l'intérieur, vous avez des centaines d'hommes isolés en permanence, privés de contacts sociaux ordinaires avec les autres. [...] Il est difficile de décrire l'intensité implacable de la surveillance à laquelle ils sont soumis ».

### Atteintes aux droits de l'Homme
La Maximum Security Facility, la prison de très haute sécurité de Marion dans l'Illinois qui a servi de modèle pour l'ADX Florence, a été dénoncée par Amnesty International comme violant les standards minimums définis par l'Organisation des Nations unies pour le traitement des prisonniers,.

Des prisonniers de l'ADX Florence se sont plaints au sujet de mesures qu'ils jugent excessives, prises par des gardiens et des fonctionnaires dans ces types d'établissements[réf. souhaitée]. Comme le rapporte l'AFP en juillet 2015 : 

« Selon une plainte, Cunningham v. Federal Bureau of Prisons, déposée en 2012 contre le Bureau des prisons, “de nombreux prisonniers à ADX gémissent interminablement, crient, cognent contre les murs de leur cellule. Certains se mutilent avec des rasoirs, des éclats de verre, des os de poulet aiguisés [...] avalent des lames de rasoir, des coupe-ongles... D'autres ont des conversations délirantes avec des voix qu'ils entendent dans leur tête, oublieux de la réalité”. La plainte précise que les tentatives de suicide sont fréquentes. »

La surveillance constante et les fouilles aléatoires peuvent être considérées comme humiliantes, et leur fréquence peut être employée comme une méthode d'intimidation et de privation de sommeil[réf. souhaitée]. Toujours selon Amnesty International, beaucoup de détenus ne supportent pas ces « conditions d'une dureté inacceptable ».
D'autres prisonniers arrêtent de s'alimenter et sont alors nourris de force. Selon Amnesty International, entre huit et dix prisonniers de l'unité H ont ainsi observé une grève de la faim en février 2014.